# ヤコブの夢 (フェッティ)
『ヤコブの夢』（ヤコブのゆめ、独: Jakobs Traum、英: Jacob's Dream）、または『ヤコブが見る天国への梯子の夢』（ヤコブがみるてんごくへのはしごのゆめ、独: Jakobs Traum von der Himmelsleiter、英: Jacob's Dream of the Ladder to Heaven）は、イタリア・バロック期の画家ドメニコ・フェッティが1619年ごろ、板上に油彩で制作した絵画である。1648年に、レオポルト・ヴィルヘルム大公がイギリスのバッキンガム宮殿コレクションよりプラハのフェルディナント3世のために取得したもので、1879年にウィーンの帝室コレクションに入った。現在、ウィーンの美術史美術館に所蔵されており、同美術館が所有するフェッティの作品13点のうちの1点である。

## 作品
本作は、『旧約聖書』中の「創世記」(25章19-35章) にあるヤコブの物語を題材としている。ヤコブには双子の兄エサウがいたが、2人の性格は異なっていた。エサウは野性的な狩人になって、父イサクに愛された。一方、ヤコブは穏やかな青年に育ち、母リベカに愛された。ある日、狩りから帰ったエサウは空腹に耐えきれず、弟ヤコブの作ったレンズ豆の煮ものを懇願する。ヤコブはその見返りとして兄エサウに長子権を譲るよう迫り、エサウは一時の食欲に負け、同意した。
数年後、年老いた兄弟の父イサクは身近に迫った死を悟り、長男エサウに祝福 (神の加護) を与えようとした。兄弟の母リベカはヤコブをそそのかしてエサウのふりをさせ、イサクをだましてヤコブに祝福を受けさせた。このことを知ったエサウは激怒したため、リベカはハッラーンに住む兄ラバンのもとにヤコブを逃がした。
この絵画は、ハッラーンへの旅の途中のヤコブが道端で犬といっしょに寝入ってしまう姿を表している。彼は、うたた寝の夢の中で天使が上り下りする梯子を見た。『新約聖書』におけるイエス・キリストの復活の予兆、精神性への指向などとして解釈できる、この象徴性豊かな『旧約聖書』の出来事は、フェッティの寓話や幻視への好みに合致している。本作で、フェッティは生き生きとした風俗画的な物語の形式と、みずみずしい色彩により大気を描くことで彼の真骨頂を示している。